# 69-я морская стрелковая бригада
69-я морская стрелковая бригада — воинское соединение Вооружённых сил СССР в Великой Отечественной войне.

## История
Формировалась в Сибирском военном округе (г. Анжеро-Судженск) с 01 ноября по 12 декабря 1941 года, из курсантов военно-морских училищ, моряков Тихоокеанского флота, Каспийской военной флотилии, сибиряков, призванных по партийному набору.
В конце 1941 года сосредоточилась южнее города Лодейное Поле. Первый бой приняла на Свирском оборонительном рубеже (Подпорожское направление) в контрнаступлении в апреле 1942 года. В дальнейшем, до начала Свирско-Петрозаводской наступательной операции 1944 года вела активную оборону рубежа.
В ходе Свирско-Петрозаводской наступательной операции освобождала от врага Святозеро, Пряжу, Киндасово и Эссойлу. Начала операцию 19.06.1944 года, освободила Свирьстрой, затем форсировала реку Шуя продвигаясь вперёд вновь форсировала реку Шуя и вышла к станции Суоярви, а вскоре овладела посёлком Сувилахти.
В сентябре 1944 года переброшена в Заполярье, прибыла на станцию Кола, откуда с 07.10.1944 года участвует в Петсамо-Киркенесской операции, участвует в освобождении Печенги. 22.10.1944 года освобождает посёлок Никель, перешла государственную границу с Норвегией, где на норвежской территории освободила концентрационный лагерь советских заключённых. После отдыха и пополнения личного состава в городе Грязовце Вологодской области переброшена на 4-й Украинский фронт.
В январе 1945 года бригада переформирована в горнострелковую.
В марте 1945 года приняла участие в Моравско-Остравской наступательной операции, вела ожесточённые бои за Моравскую Остраву, затем захватила Штермберг.
Закончила войну участием в Пражской операции, 12.05.1945 года в городе Пардубице
За период боевых действий на территории Чехословакии личный состав бригады четыре раза был отмечен благодарностям в приказах Верховного Главнокомандующего
- 30.04.45г. за освобождение г. Моравская Острава
- 01.05.45г. за освобождение г. Скочув
- 03.05.45г. за освобождение г. Цешин
- 08.05.45г. за освобождение г. Оломоуц

## Полное название
69-я отдельная морская стрелковая Печенгская Краснознамённая ордена Красной Звезды бригада
На окончание войны
69-я горнострелковая Печенгская Краснознамённая орденов Богдана Хмельницкого и Красной Звезды бригада

## Подчинение
| Дата            | Фронт (округ)           | Армия                 | Корпус (группа)                     | Примечания |
| --------------- | ----------------------- | --------------------- | ----------------------------------- | ---------- |
| 01.11.1941 года | Сибирский военный округ |                       |                                     |            |
| 01.12.1941 года | Сибирский военный округ |                       | -                                   |            |
| 01.01.1942 года | Резерв Ставки ВГК       |                       |                                     |            |
| 01.02.1942 года |                         | 7-я армия             |                                     |            |
| 01.03.1942 года |                         | 7-я армия             |                                     |            |
| 01.04.1942 года | -                       | 7-я армия             |                                     |            |
| 01.05.1942 года | -                       | 7-я армия             |                                     |            |
| 01.06.1942 года | -                       | 7-я армия             |                                     |            |
| 01.07.1942 года | -                       | 7-я армия             |                                     |            |
| 01.08.1942 года | -                       | 7-я армия             | 4-й стрелковый корпус               |            |
| 01.09.1942 года | -                       | 7-я армия             | 4-й стрелковый корпус               |            |
| 01.10.1942 года | -                       | 7-я армия             |                                     |            |
| 01.11.1942 года | -                       | 7-я армия             |                                     |            |
| 01.12.1942 года | -                       | 7-я армия             |                                     |            |
| 01.01.1943 года | -                       | 7-я армия             | 4-й стрелковый корпус               |            |
| 01.02.1943 года | -                       | 7-я армия             | 4-й стрелковый корпус               |            |
| 01.03.1943 года | -                       | 7-я армия             | 4-й стрелковый корпус               |            |
| 01.04.1943 года | -                       | 7-я армия             | 4-й стрелковый корпус               |            |
| 01.05.1943 года | -                       | 7-я армия             | 4-й стрелковый корпус               |            |
| 01.06.1943 года | -                       | 7-я армия             | 4-й стрелковый корпус               |            |
| 01.07.1943 года | -                       | 7-я армия             | 4-й стрелковый корпус               |            |
| 01.08.1943 года | -                       | 7-я армия             | 4-й стрелковый корпус               |            |
| 01.09.1943 года | -                       | 7-я армия             | 4-й стрелковый корпус               |            |
| 01.10.1943 года | -                       | 7-я армия             | 4-й стрелковый корпус               |            |
| 01.11.1943 года | -                       | 7-я армия             | 4-й стрелковый корпус               |            |
| 01.12.1943 года | -                       | 7-я армия             | 4-й стрелковый корпус               |            |
| 01.01.1944 года | -                       | 7-я армия             | 4-й стрелковый корпус               |            |
| 01.02.1944 года | -                       | 7-я армия             |                                     |            |
| 01.03.1944 года | Карельский фронт        | 7-я армия             |                                     |            |
| 01.04.1944 года | Карельский фронт        | 7-я армия             |                                     |            |
| 01.05.1944 года | Карельский фронт        | 7-я армия             |                                     |            |
| 01.06.1944 года | Карельский фронт        | 7-я армия             |                                     |            |
| 01.07.1944 года | Карельский фронт        |                       |                                     |            |
| 01.08.1944 года | Карельский фронт        | 32-я армия            |                                     |            |
| 01.09.1944 года | Карельский фронт        | 32-я армия            |                                     |            |
| 01.10.1944 года | Карельский фронт        | 14-я армия            | 127-й лёгкий горнострелковый корпус |            |
| 01.11.1944 года | Карельский фронт        | 14-я армия            | 127-й лёгкий горнострелковый корпус |            |
| 01.12.1944 года | Резерв Ставки ВГК       | 19-я армия            | 127-й лёгкий горнострелковый корпус |            |
| 01.01.1945 года | Резерв Ставки ВГК       | 19-я армия            | 127-й лёгкий горнострелковый корпус |            |
| 01.02.1945 года | Резерв Ставки ВГК       |                       | 127-й лёгкий горнострелковый корпус |            |
| 01.03.1945 года | 4-й Украинский фронт    | 38-я армия            | 127-й лёгкий горнострелковый корпус |            |
| 01.04.1945 года | 4-й Украинский фронт    | 38-я армия            | 127-й лёгкий горнострелковый корпус |            |
| 01.05.1945 года | 4-й Украинский фронт    | 1-я гвардейская армия | 127-й лёгкий горнострелковый корпус |            |

## Состав
- 3 отдельных стрелковых батальона;
- отдельный артиллерийский дивизион полковых пушек
- отдельный истребительно — противотанковый артиллерийский дивизион
- отдельный миномётный дивизион
- отдельная рота автоматчиков
- отдельная разведывательная рота
- отдельная рота противотанковых ружей
- отдельный взвод ПВО
- отдельный батальон связи
- отдельная сапёрная рота
- автомобильная рота
- медико-санитарная рота.

## Командиры
- Верховский, Сергей Борисович, капитан 1 ранга — с формирования до июня 1942 года
- Запирич, Яков Яковлевич, полковник — с июня 1942 года
- Евменов, Ефим Георгиевич, подполковник — в 1944 году
- Клюшников, Павел Трифонович (26.09.1944 — 15.10.1944), полковник[1]

## Награды и наименования
| Награда (наименование)                | Дата награждения                                                         | За что получена |
| ------------------------------------- | ------------------------------------------------------------------------ | --- |
| Орден Красного Знамени                | Указ Президиума Верховного Совета СССР от 2 июля 1944 года               | За образцовое выполнение заданий командования в боях с немецко-финскими захватчиками при форсировании реки Свирь, прорыве сильно укреплённой обороны противника и проявленные при этом доблесть и мужество. |
| Почётное наименование «Печенгская»    | Приказ Верховного Главнокомандующего СССР № 0354 от 31 октября 1944 года | За овладение городом Петсамо (Печенга). |
| Орден Красной Звезды                  | Указ Президиума Верховного Совета СССР от 14 ноября 1944 года            | За образцовое выполнение заданий командования в боях с немецкими захватчиками, за освобождение района Никель, Ахмалахти, Сальмиярви и проявленные при этом доблесть и мужество.                             |
| Орден Богдана Хмельницкого II степени | Указ Президиума Верховного Совета СССР от 28 мая 1945 года               | За образцовое выполнение заданий командования в боях с немецкими захватчиками при овладении городами Моравская Острава, Жилина и проявленные при этом доблесть и мужество.                                  |

## Воины бригады
- Быков, Алексей Прокопьевич, стрелок взвода разведки 1-го отдельного стрелкового батальона, старшина 2-й статьи. Полный кавалер Ордена Славы (30.07.1944 года за бои 13.07.1944 года в районе Сувилахти — 3 степень. 30.01.1945 года за бои 22.10.1944 года в районе Никель — 2 степень. 15.05.1946 года за бои 12.03-20.04.1944 года в районе Острава — 1 степень ордена)
- Володин, Андрей Сергеевич, помощник командира взвода пешей разведки отдельного стрелкового батальона, старший сержант. Полный кавалер Ордена Славы (В составе бригады 20.07.1944 года за бои 19.06.1944 года в районе Петрозаводска — 3 степень. 09.09.1944 года за бои 02.8.1944 года в районе Хенкесейвара — 2 степень)
- Гурьянов, Николай Яковлевич (1905—1945), командир отделения 1-го отдельного стрелкового батальона, старший сержант. Полный кавалер Ордена Славы (27.07.1944 года за бои 19-21.06.1944 года в районе Свирьстрой и 17.07.1944 года в районе Сувилахти — 3 степень. 08.09.1944 года за бои 26-28.07.1944 г в районе Сувилахти — 2 степень. 24.03.1945 года за бои 11-22.10.1944 года в районе Луостари — 1 степень ордена)